# Station Aintree
Aintree is een station van National Rail in Sefton in Engeland. Het station is eigendom van Network Rail en wordt beheerd door Merseyrail. 